# Caridina dennerli
Caridina dennerli is een garnalensoort uit de familie van de Atyidae. De wetenschappelijke naam van de soort werd in 2009 gepubliceerd door Von Rintelen & Cai. In de aquariumhobby wordt deze soort vaak kardinaalgarnaal genoemd.
Deze soort komt enkel voor in het Matanomeer op Celebes.